# Casto Espinosa
Casto Espinosa Barriga, conosciuto come Casto (Badajoz, 6 giugno 1982), è un ex calciatore spagnolo, di ruolo portiere.

## Carriera
Cresciuto nel Mérida, passò al Logroñés per poi giocare in Segunda División con la maglia dell'Albacete Balompié.
Nel 2006 passò al Betis Siviglia, nella quale ricoprì il ruolo di terzo portiere. Esordì nella Primera División il 16 dicembre 2007 in Betis-Almería (3-1).
Nella stagione 2008-2009 riesce ad ottenere il posto di titolare.